# Urraca (nome)
Urraca  è un nome proprio di persona spagnolo femminile.

## Varianti
- Femminili: Hurraca[1], Orraca[1]

### Varianti in altre lingue
- Basco: Urraka
- Catalano: Urraca[2]
- Francese: Urraque
- Latino medievale: Urracha, Hurracka, Urraca

## Origine e diffusione

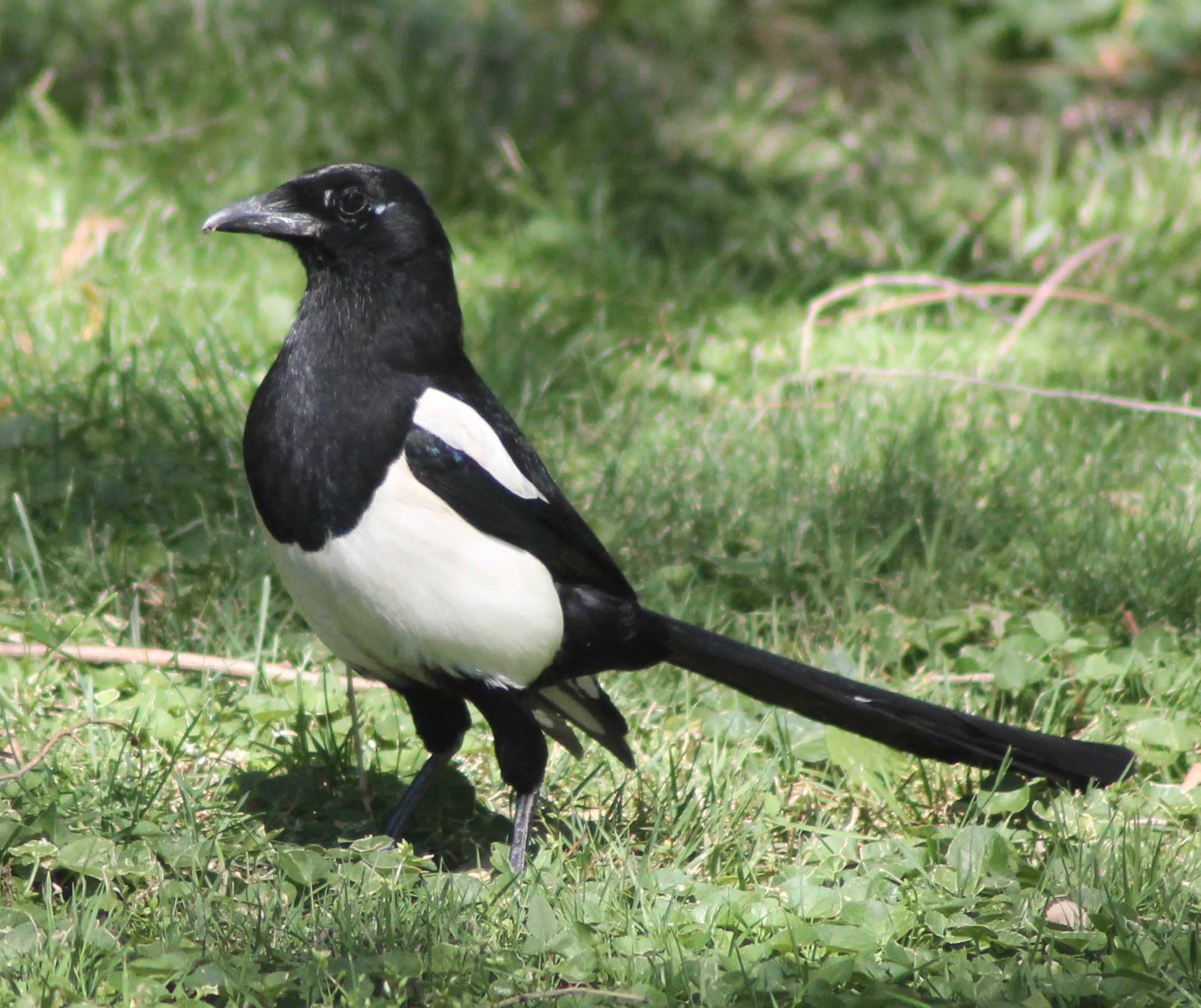
Una gazza ladra fotografata a Madrid

Riprende il termine spagnolo urraca, che indica la gazza ladra. L'etimologia è fortemente dubbia: molte fonti lo riconducono al latino furax, cioè "incline al furto", ma è probabile che si tratti di una paretimologia. I documenti altomedievali evidenziano come il nome sia originario della regione basco-navarrese, il che rende probabile un'origine basca: in quest'ottica, il nome viene ricondotto talvolta al termine basco urra, "nocciolo", "gheriglio", mentre altre fonti propongono un'origine onomatopeica. Alcune fonti ipotizzano una connessione con il termine germanico ur ("uro"), ed una successiva confusione con preesistenti nomi iberici simili.
La prima donna di nome Urraca documentata fu la moglie di Fruela II, X secolo, che apparteneva alla famiglia dei Banu Qasi.
Il nome fu molto comune durante il Medioevo, specie fra la nobiltà spagnola, tuttavia non si diffuse fra il popolo, né ebbe fortuna nelle altre famiglie regnanti europee; si ricorda, a titolo di esempio per questo, la vicenda di Urraca, figlia di Alfonso VIII di Castiglia, che si vide scartare come possibile moglie di Luigi VIII di Francia, in favore della sorella Bianca, proprio per via del suo nome, che sarebbe suonato male alle orecchie del popolo francese.
Il termine urraca veniva inoltre usato come nomignolo, nel senso lato di "donna chiacchierona"; sia con questo significato che in quello di "gazza ladra" è analogo al nome Marica, usato sempre in Spagna per lo stesso scopo, al quale viene quindi talvolta accostato.

## Onomastico
Non vi sono sante che portano il nome Urraca, ma si registra una beata, Urraca Díaz de Haro, figlia di Diego López II de Haro, badessa del monastero cistercense di Cañas, la cui ricorrenza (celebrata solo dall'ordine) cade il giorno 7 giugno.

## Persone

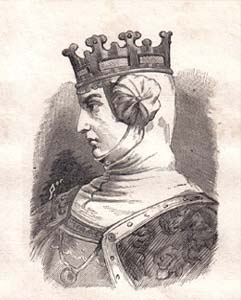
Urraca di Castiglia

- Urraca di Borbone-Due Sicilie, principessa del ramo Borbone delle Due Sicilie
- Urraca di Castiglia, regina di Galizia, regina di León e Castiglia regina consorte di Aragona e di Pamplona
- Urraca di Castiglia, principessa di Castiglia e regina consorte del Portogallo
- Urraca Alfonso di Castiglia, infanta di Castiglia e regina consorte di Pamplona
- Urraca Fernández di Castiglia, regina consorte di León, regina consorte di Navarra e contessa consorte d'Aragona
- Urraca di Navarra, principessa reale di Navarra
- Urraca del Portogallo, principessa portoghese e regina consorte del León
- Urraca di Zamora, signora della piazza leonese di Zamora
- Urraca Garcés di Navarra (X secolo), principessa di Navarra, contessa consorte di Castiglia e duchessa consorte di Guascogna
- Urraca Garcés di Navarra (XI secolo), principessa reale di Navarra e regina consorte di León e Castiglia
- Urraca Gómez, contessa consorte di Castiglia
- Urraca López de Haro, regina consorte di Léon
- Urraca Sánchez di Navarra, regina consorte di León